# کارلوس بورخا (بازیکن فوتبال)
کارلوس بورخا (اسپانیایی: Carlos Borja‎؛ زادهٔ ۲۵ دسامبر ۱۹۵۶) بازیکن فوتبال اهل بولیوی بود.
از باشگاه‌هایی که در آن بازی کرده‌است می‌توان به باشگاه فوتبال بولیوار اشاره کرد.
وی همچنین در تیم ملی فوتبال بولیوی بازی کرده‌است.